# Dekan

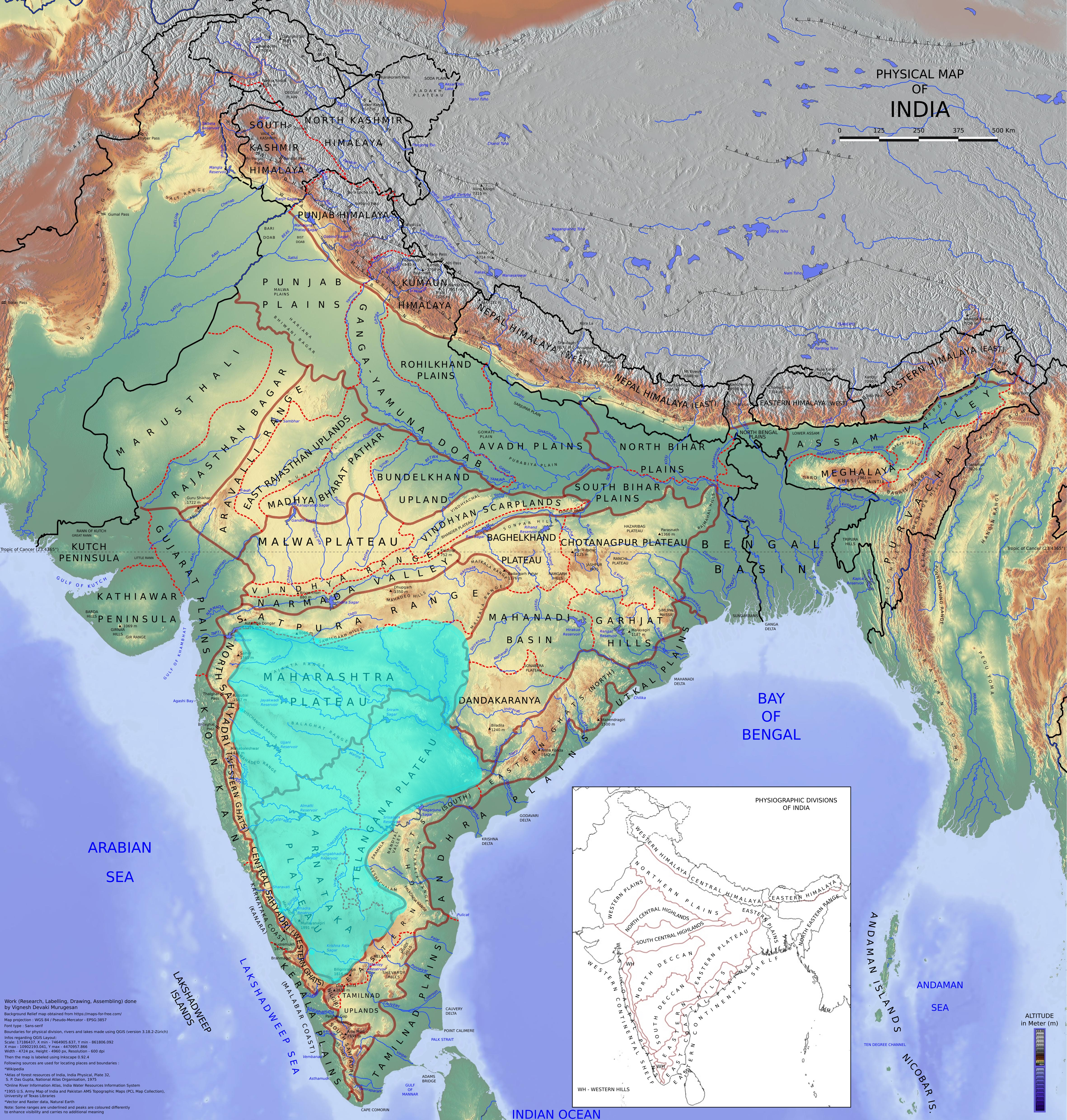
Kaart van India, met de Dekan (Deccan Plateau) in het centrale deel van het Indisch Schiereiland, ook vormt het een groot deel van Zuid-India

De Dekan of Deccan is een historisch gebied op het Indiase Schiereiland in India. De naam Dekan of Deccan komt van het Sanskriet woord dakshina, dat zuid betekent. De naam werd dan ook vooral gebruikt vanuit een noordelijk gezichtspunt, voor gebied in het zuiden dat veroverd kon worden. 
De precieze begrenzing van het gebied is vaag en hangt af van de bron, maar grofweg is de Dekan het gebied tussen de rivieren Tapti of Narmada in het noorden en Krishna of Tungabhadra in het zuiden. Het beslaat het grootste deel van de Indiase staten Maharashtra, Telangana, Karnataka en Andhra Pradesh
Het gebied bestaat uit drie zeer verschillende landschappen: het westelijk kustgebied van de Konkan, het grillige bergland van de West- en Oost-Ghats, en het plateaulandschap van de Desh, dat zich tussen de beide bergketens in bevindt.

## Geografie
De noordelijke Dekan komt overeen met de deelstaat Maharashtra en het zuiden met het noorden van Karnataka en Telangana. Afhankelijk van de definitie kunnen echter ook delen van acht verschillende Indiase deelstaten tot het gebied worden gerekend. De belangrijkste rivieren in het gebied zijn de Godavari, Krishna en de Kaveri. De Dekan heeft een droog klimaat met hete zomers en milde winters. Het bestaat vooral uit steppe en savanne; dit komt omdat het in de regenschaduw ligt van de beide Ghats, vooral die van de West-Ghats.

## Bevolking
De Dekan vormt de grens tussen de Indo-Arische en Dravidische taalfamilies. De belangrijkste Indo-Arische talen zijn Marathi in het noorden en Konkani in het westelijke kustgebied. De Dravidische talen zijn Kannada en Telugu; deze worden in het zuiden van de Dekan gesproken. De bevolking is grotendeels hindoe, maar er zijn kleine minderheden van moslims, boeddhisten, jains en christenen.

## Geschiedenis
De Dekan komt al voor in de Mahabharata, onder de naam "Dakshinapatha". De Dekan vormde historisch het overgangsgebied tussen het zuiden en noorden van India. Al in de vroege middeleeuwen lagen belangrijke boeddhistische en jainistische centrums in het gebied, zoals de kloosters en grottempels van Ajanta en Ellora. De eersten werden grotendeels aangelegd ten tijde van de Vakatakadynastie (3e tot 6e eeuw), de tweeden tijdens de latere dynastieën van de Chalukya's en Rashtrakuta's (6e tot 10e eeuw).
In de 11e eeuw werd het gebied beheerst door de Yadava's. In 1307 werd de Dekan onderworpen door Alauddin Khalji, de sultan van Delhi. De sultans van Delhi slaagden er niet in het gebied lang onder controle te houden. Het Indisch Subcontinent bleek eenvoudig te groot om door één centrale heerser geregeerd te worden en de in de Dekan aangestelde gouverneur verklaarde zich in 1347 onafhankelijk van Delhi. Hij wordt beschouwd als de stichter van het Bahmanidenrijk. Aan het begin van de 16e eeuw zou dit rijk opsplitsen in de sultanaten van de Dekan.
In tegenstelling tot het noorden van India bleef de islam in de Dekan beperkt tot de kleine elite van grotendeels geïmporteerde Afghaanse of Turkse bestuurders en soldaten. In de Dekan ontwikkelde zich aan de hoven van de sultans echter een geheel eigen cultuur en stijl in de kunsten. De sultanaten beheersten nooit het gehele zuiden van India en kwamen in de 14e eeuw in botsing met het hindoeïstische Vijayanagararijk. De sultanaten vochten een serie onderlinge conflicten uit waarbij Vijayanagara soms bondgenoot en soms tegenstander was. Aan deze situatie kwam in de 17e eeuw een einde toen het Mogolrijk zowel islamitische als hindoeïstische lokale heersers onderwierp.
Het Maratharijk ontstond uit een opstand tegen de Mogolkeizer Aurangzeb onder de charismatische leider Shivaji. De Maratha's beheersten het gebied in de 18e eeuw maar werden daarna in een serie oorlogen door de Britten onderworpen.